# Petronymphe
Petronymphe là một chi thực vật có hoa trong họ Asparagaceae.